# Manuel Antonio José Warnes

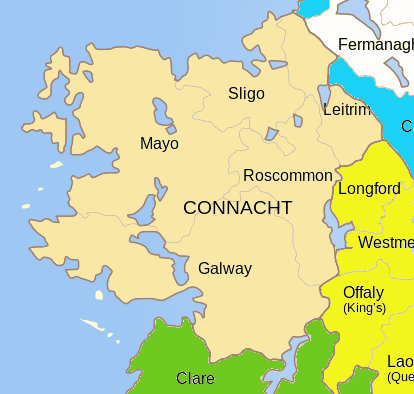
Región de Connacht, Irlanda.

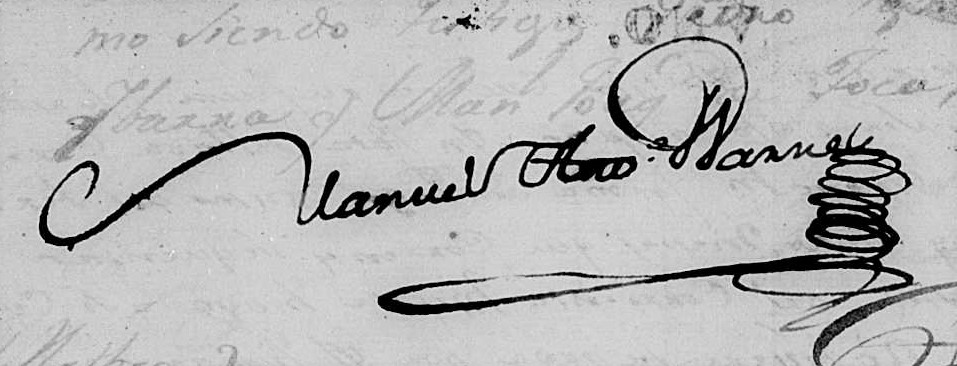
Firma

Manuel Antonio José Gervasio Warnes (Cartagena de Indias, Virreinato de Nueva Granada, 19 de junio de 1727-Buenos Aires, Virreinato del Río de la Plata, 1802) fue un rico mercader español de ascendencia irlandesa que ocupó el cargo de alcalde del Cabildo de Buenos Aires en dos oportunidades y fue padre de los patriotas Ignacio, Martín, Manuela y Martina Warnes.

## Familia
Su padre Patricio Warnes de Geer, de ascendencia irlandesa y belga, había sido Alcalde del Cabildo de Cartagena en 1735 y 1744. Su madre Juana María Durango Atienza, pertenecía a una acomodada familia de Cartagena.
Los Warnes descendían del irlandés Salomon Warnes, proveniente de la Casa de su apellido del lugar Sutton, Connacht, Irlanda, quien durante las persecuciones religiosas efectuadas por los ocupantes británicos, a raíz de su fe católica se vio forzado a emigrar a Amberes, en los Países Bajos Españoles. Allí contrajo matrimonio con Isabel de Costes, natural del país y fueron padres de Pedro Warnes (casado con Catherine Van Reys). De esta última unión nació Diego Warnes, quien emigró a Cádiz junto con Margarithe de Geer —mujer de una antigua familia flamenca— y serían padres en 1707 de Patricio Warnes de Geer. 
Manuel dejó numerosa descendencia. El 20 de mayo de 1748 en Buenos Aires, casó con María Josefa Arráez y tuvieron quince hijos, entre los cuales se encuentra Francisca Warnes, mujer del brigadier Juan Francisco García de Zúñiga (hijo de Alonso Mateo García de Zúñiga).
Viudo, casó en segundas nupcias el 19 de agosto de 1765, con Ana Jacoba García de Zúñiga, también hija de Alonso.
De dicho matrimonio nacieron dieciséis hijos, algunos fueron Ignacio Warnes, gobernador de la Republiqueta de Santa Cruz, Martín Warnes, Manuela Warnes y Martina Warnes. También de esa unión nació Jacinta Warnes, mujer de Juan José Ballesteros.

## Biografía
Al cumplir dieciocho años fue enviado por su padre a la ciudad de Cádiz. Después de finalizar sus estudios en España, se dedicó al comercio.
Estimulado por su tío Adrián Warnes viajó a Buenos Aires como dueño de registro de la nave francesa “Amable María”. Partió de Cádiz, con real permiso fechado el 20 de agosto de 1745. El 9 de mayo de 1746 abonó los derechos que le correspondían por el viaje. 
Se estableció en dicha ciudad como próspero comerciante.
El 15 de diciembre de 1747 fue nombrado familiar del Santo Oficio de la Inquisición con opción al empleo de Alguacil mayor. En 1755 fue Fiel Ejecutor del Cabildo, regidor y Alcalde ordinario de primer voto. Al año siguiente fue alcalde Ordinario de segundo voto, Alférez Real y Juez de menores. El 10 de julio de 1765, el gobernador Don Pedro de Cevallos lo nombró Capitán de Caballerías de Milicias.

## Descendencia
Warnes dejó numerosa descendencia. Fue padre de al menos 29 hijos comprobables, repartidos en 2 matrimonios.  
con María Josefa Arráez
1. Warnes Arráez Matías José. 23 de febrero de 1749.
2. Warnes Arráez Josefa Antonia. 13 de junio de 1750.
3. Warnes Arráez José Ignacio. 21 de julio de 1751.
4. Warnes Arráez María Josefa, nacida en 7 de agosto de 1752.
5. Warnes Arráez Antonio José Julián. 4 de septiembre de 1753.
6. Warnes Arráez María Josefa Eusebia. 13 de agosto de 1754.
7. Warnes Arráez Antonia Josefa Eustaquia. 19 de septiembre de 1755.
8. Warnes Arráez María Francisca del Rosario. 10 de octubre de 1756, casada con Tomás García de Zúñiga.
9. Warnes Arráez Tomasa Josefa. 18 de septiembre de 1757.
10. Warnes Arráez Mateo José. 20 de septiembre de 1758.
11. Warnes Arráez José Ignacio Victorino. 28 de marzo de 1760.
12. Warnes Arráez María Rita Josefa. 22 de mayo de 1761.
13. Warnes Arráez María Josefa. 9 de junio de 1762.
14. Warnes Arráez María Josefa Ignacia Apolinaria. 2 de julio de 1763.

con Ana García de Zúñiga
15. Warnes García de Zúñiga Manuel José. 24 de diciembre de 1766, Sacerdote. 
16. Warnes García de Zúñiga José Antonio, n. el 11 de marzo de 1768.
17. Warnes García de Zúñiga Antonio José Gregorio. n. 28 de noviembre de 1769.
18. Warnes García de Zúñiga Ignacio José Javier. Guerrero de la independencia n. 27 de noviembre de 1770, fall. en la Batalla de El pari, Bolivia . 
19. Warnes García de Zúñiga Ana Josefa. 13 de julio de 1772.
20. Warnes García de Zúñiga María Josefa Jacinta. 16 de agosto de 1773. 
21. Warnes García de Zúñiga Josefa Antonia Genara. 18 de septiembre de 1774, casada con Agustín Pio de Elía.
22. Warnes García de Zúñiga Martín José Cipriano. 9 de diciembre de 1775.
23. Warnes García de Zúñiga Antonia Josefa Jacoba Felipa. 1 de mayo de 1777.
24. Warnes García de Zúñiga Antonio José Victorio. 21 de julio de 1778. 
25. Warnes García de Zúñiga Melchor José. 6 de enero de 1780.
26. Warnes García de Zúñiga Martina Josefa Catalina Antonia. 24 de noviembre de 1781.
27. Warnes García de Zúñiga María Josefa Antonia Martina. 26 de noviembre de 1782.
28. Warnes García de Zúñiga Martina Josefa Celestina. 6 de abril de 1784.
29. Warnes García de Zúñiga Martin José Antonio Fermín. 8 de julio de 1786, guerrero de la independencia. 
30. Warnes García de Zúñiga Manuela Josefa Juana Estefanía. 26 de diciembre de 1787, casada con José Joaquin Prieto.